# Jean Amsler
Pour les articles homonymes, voir Amsler.
Jean Marcel Amsler, né le 5 février 1914 à Beaune et mort le 29 janvier 2005 à Paris, est un professeur d'allemand et traducteur franco-suisse, spécialiste de l'œuvre de Günter Grass dont il a été le traducteur officiel. 
Il est agrégé de l'Université et diplômé des langues orientales. 
Outre son intérêt pour la traduction de l'allemand vers le français, il s'est aussi passionné pour les voyages et le sport.

## Biographie
Jean Amsler appartient, du côté paternel, à une famille bourguignonne, et en même temps se rattache par les Amsler à un ancêtre suisse-allemand, venu d'Argovie à Beaune. La famille Amsler est une famille bien implantée à Schinznach (Argovie) où elle semble s'être installée au XVIe siècle. 
Né à Beaune le 5 février 1914, il est le fils de Rodolphe Amsler, normalien, professeur de mathématiques, et d'Élisabeth Gillet, secrétaire à la faculté de droit et professeur des écoles, originaire de Châlons-en-Champagne où son grand-père, Charles Gillet, était bibliothécaire. Jean a une sœur, Hélène (1915-2007), écrivaine et journaliste, qui a épousé l'architecte Pierre Dufau.
Il passe son enfance dans sa ville natale, où son père est professeur de mathématiques, avant d'être muté, en 1919, à Nancy. Jean Amsler y entame ses études au lycée Henri-Poincaré, mais quitte cet établissement après la sixième, son père ayant été nommé à Paris, au lycée Louis-le-Grand. À partir de 1924, il est élève aux lycées Montaigne puis Henri-IV. 
Son père décède à Nogent-sur-Marne en décembre 1928 à l'âge de quarante-cinq ans, deux mois après avoir été nommé au lycée Henri-IV. Il se suicide en se jetant sous un train en gare de Nogent-Vincennes. 
Jean Amsler termine ensuite ses études secondaires en Bourgogne, à Joigny, chez un oncle, où il passe le baccalauréat en 1931. Au cours des années qui suivent, il partage sa vie entre Nogent-sur-Marne et Paris, et poursuit ses études jusqu'à l'agrégation d'allemand qu'il accompagne d'un diplôme des langues orientales et d'une licence libre de Lettres.
À côté de ses études, il voyage beaucoup en Europe : Allemagne, Suisse, Espagne, Europe centrale et Balkans. 
Entre 1938 et 1965, il est professeur au lycée de Troyes,. Il est également conseiller municipal de cette même ville entre 1959 et 1965. Il s'installe par la suite en région parisienne et enseigne au lycée Henri-IV.
Jean Amsler meurt à Paris le 29 janvier 2005.
Le lycée Henri-IV décerne chaque année le "prix Jean Amsler" pour les élèves germanistes en classe préparatoire dans l'établissement.

### Travail
Il a préparé une thèse sur le Sport en Allemagne de 1933 à 1945 dans laquelle il choisit un nouvel angle d'approche de l'histoire, les activités physiques, dont il veut faire l'objet d'une science humaine autonome qu'il baptise du nom de « physiographie ». Entre 1957 et 1992, il publie des ouvrages qui font appel à ses deux passions : la langue allemande et les voyages. Paraît donc une histoire des explorateurs à la Renaissance, mais surtout, Jean Amsler se spécialise dans la traduction des œuvres de l'écrivain allemand Günter Grass.

## Œuvre
Si Jean Amsler a écrit des essais, c'est surtout par son travail de traducteur qu'il est connu. Il a en particulier traduit, entre 1961 et 1992 une quinzaine d'ouvrages de Günter Grass. On lui doit aussi des traductions d'auteurs classiques allemands, ainsi que d'ouvrages dans le domaine de la sociologie. 
- La Renaissance (1415-1600), tome II de Histoire Universelle des Explorations publiée sous la direction de L.-H. Parias, Paris, Nouvelle Librairie de France, 1957, 414 p.
- Hitler, essai biographique, Paris, Seuil, 1960 180 p.
- Mémoires d'un cancre, ill. de J.P. Martin Dumesnil, Paris, Paris-Université-Club, 1950, 115 p.
- Structure du sport français en 1968, Supplément à Éducation physique et sport, n° 99, juillet 1969, 54 p. (ISSN 0013-1474)

### Traductions

#### Günter Grass
Ces traductions sont publiées à Paris, Éd. du Seuil.
- 1961 : Le Tambour (Trilogie de Dantzig, vol. 1, 728 p.)
- 1962 : Le Chat et la Souris (Trilogie de Dantzig, vol. 2, 188 p.)
- 1963 : Les Années de chien (Trilogie de Dantzig, vol. 3, 688 p.)
- 1963 : Le Député, (pièce de théâtre)[précision nécessaire]
- 1968 : Les Plébéiens répètent l'insurrection. Théâtre : précédé d'un discours de l'auteur, 172 p.
- 1969 : Évidences politiques, trad. de J. Amsler, Luc de Goustin, Bernard Lortholary ; notes d'Elie Gabey
- 1971 : Anesthésie locale, 269 p.
- 1974 : Journal d'un Escargot, 286 p.
- 1979 : Le Turbot, 533 p.
- 1981 : Une Rencontre en Westphalie, 190 p.
- 1983 : Les Enfants par la Tête ou les Allemands se meurent, 152 p.
- 1986 : La Ratte, 440 p.
- 1986 : Essais de critique (1957-1985), 188 p.
- 1989 : Tirer la Langue, 251 p.
- 1990 : Propos d'un sans-patrie, 189 p.
- 1992 : L'Appel du crapaud, 251 p.

#### Littérature
- Anonyme (traduction du moyen haut allemand, présentée et annotée par J. Amsler), La Chanson des Nibelungs, Paris, Fayard, 1992, 449 p. (ISBN 978-2-213-02946-7)

- Johann Wolfgang von Goethe (trad. nouvelle de Jean Amsler et notes de Pierre Grappin, préf. de Claude David), Faust, Paris, Gallimard, coll. « Folio Théâtre », 1995 (réimpr. 2020 - Le tirage de 2020 a pour sous-titre : "Première partie de la tragédie" et titre de dos: "Faust I")

- Jacob et Wilhelm Grimm (traduit par Marthe Robert et Jean Amsler; carnet de lecture par Philippe Delpeuch), Le Vaillant Petit Tailleur et autres contes, Paris, Gallimard, coll. « Folio junior. Textes classiques », 1992, 124 p. (ISBN 978-2-070-63914-4)
- Jacob et Wilhelm Grimm (choix, traduction nouvelle, postface et notices de Jean Amsler), Nouveaux contes, Paris, Gallimard, coll. « Folio Classiques », 1995, 315 p. (ISBN 978-2-070-38836-3)

- Hans Jakob Christoffel von Grimmelshausen (trad. de l'allemand par Jean Amsler, préf. de Pascal Quignard), Les aventures de Simplicissimus (traduction complète), Paris, Fayard, 1990, 453 p. (ISBN 978-2-213-02432-5) Prix Gérard de Nerval 1990 SDGL / Goethe Institut[15]
- Hans Jakob Christoffel von Grimmelshausen (trad. Jean Amsler, postface de Marcel Schneider), L'aventurière Courage, Paris, Jean-Claude Lattès, 1990, 223 p. (ISBN 978-2-709-60863-3)

- Rolf Hochhuth (trad. de l'allemand par François Martin et J. Amsler. Avant-propos par Erwin Piscator), Le Vicaire Traduit, Paris, Seuil, 1963, 318 p. (ISBN 978-2-020-01316-1)

#### Sciences humaines
- Hans Albert (trad. de l'allemand par Jean Amsler, Jean-Rodolphe Amsler et Lilyane Deroche), La Sociologie critique en question, Paris, PUF, 1987, 207 p. (ISBN 978-2-130-40105-6)
- Carl Diem (trad. de l'allemand par Jean Amsler), L'Idée olympique : discours et essais, Schorndorf bei Stuttgart, Carl-Diem-Institut, 1969, VIII-132 p.
- Wolfgang J. Mommsen (trad. de l'allemand par J. Amsler et al.), Max Weber et la politique allemande, 1890-1920, Paris, PUF, 1985, 548 p. (ISBN 2-130-38978-3)
- Hubertus Tellenbach (trad. de l'allemand par Jean Amsler; présentation par Yves Pélicier), Goût et atmosphère, Paris, PUF, 1983, 144 p. (ISBN 978-2-130-37553-1)
- Hubertus Tellenbach (Dir.) (trad. de l'allemand par Jean Amsler et Daniel Macher; avant-propos par Yves Pélicier), L'Image du père dans le mythe et l'histoire, Paris, PUF, 1983, 192 p.